# Societarismo
El societarismo fue la forma que adoptó el movimiento obrero en sus inicios cuando los trabajadores se organizaron mediante la creación de sociedades obreras (Arbeiterverein en alemán) por oficio y localidad para defender sus intereses.

## Tipos de sociedades obreras
Las llamadas sociedades de resistencia, como ha señalado Josep Termes, «calcan la estructura de los viejos oficios gremiales, pero rechazan su forma organizativa basada en la existencia de maestros, oficiales y aprendices, sustituidos todos ellos por la nueva categoría de obrero de fábrica y oficio, que es un asalariado». Su finalidad, como su nombre indica, es «resistir» al capital.
Por su parte las sociedades de ayuda mutua —para asistir a los obreros asociados cuando no tenían ningún ingreso porque enfermaban, sufrían un accidente o perdían su trabajo— se crearon no sólo con esta finalidad asistencial, una herencia de los gremios, sino también para dar cobertura legal a las sociedades de resistencia allí donde no estaba reconocido el derecho de asociación.

## Historia
El intento de formar sociedades obreras demuestra, según Manuel Tuñón de Lara, «un nuevo estado de conciencia de clase, caracterizado porque el trabajador siente la necesidad de asociarse para lograr» sus fines laborales o salariales. Refiriéndose al caso de España, y más concretamente al de Cataluña en los años 1830-1840, Tuñón de Lara afirma que al principio tuvieron un carácter temporal con una finalidad concreta, pero las comisiones obreras formadas para discutir las reivindicaciones con los patronos pronto exigieron que se las autorizara para convertirse en asociaciones permanentes. Los obreros de Barcelona, por ejemplo, denunciaban «la facilidad que tienen los principales fabricantes de poder mancomunarse en un convite en la fonda de Gracia u otra parte, por razón de su reducido número, arrastrando su opinión la de los demás, al paso que los jornaleros para entenderse solamente necesitaban la mayor publicidad».
La demanda de la libertad de asociación fue precisamente la principal reivindicación del movimiento societario, con la que «se pretendía evitar las clausuras de sociedades obreras, el encarcelamiento de sus directores y el secuestro de sus fondos económicos». A esta le acompañó otra demanda legal, la aprobación de leyes sociales «que evitaran el trabajo de las mujeres y los niños, o lo hicieran menos pesado, así como la fijación de una jornada máxima de trabajo». Su tercera reivindicación fue la implantación de comisiones o tribunales mixtos de patronos y obreros para dirimir los conflictos. En cuanto a los medios de acción recurrieron a la huelga —a las «coaliciones», como se las llamó en la época— para evitar las rebajas de salario o el aumento del trabajo por el mismo sueldo, pero más adelante también se utilizaron como medio de presión para conseguir mejoras laborales, fundamentalmente la reducción de las horas de trabajo, y salariales.
El movimiento societario era pragmático y no pretendía llevar a cabo ningún tipo de revolución social. Como programa máximo propugnaba la formación de cooperativas que, como defendía también el socialista «utópico» Robert Owen, sustituirían a la propiedad privada de forma pacífica y paulatina, aunque en ocasiones las cooperativas de producción nacían porque la empresa quebraba y sus empleados se hacían cargo de la misma. También apoyaban las cooperativas de consumo porque abarataban el precio de los productos de primera necesidad.
En cuanto a sus ideas políticas, en el caso de España, los miembros de las sociedades obreras apoyaban los postulados de la democracia y del republicanismo, aunque este, como ha señalado Josep Termes, «suponía mucho más que la defensa de un sistema político determinado» «pues de hecho se trataba de una mitología niveladora, que demandaba un nuevo régimen donde ya no gobernarían los ricos y poderosos sino el pueblo. Así pues, la primera acepción de "republicanismo" era "justicia social"».